# Смолдирівська волость
Смолдирівська волость — історична адміністративно-територіальна одиниця Новоград-Волинського повіту Волинської губернії Російської імперії. Волосний центр — село Суємці.

## Історія
Станом на 1885 рік складалася з 10 поселень, 9 сільських громад. Населення — 7988 осіб (4051 чоловічої статі та 3947 — жіночої), 947 дворових господарств.
|                     | Площа, десятин | У тому числі орної, дес. |
| ------------------- | -------------- | ------------------------ |
| Сільських громад    | 12275          | 7776                     |
| Приватної власності | 14865          | 6675                     |
| Казенної власності  | —              | —                        |
| Іншої власності     | 211            | 100                      |
| Загалом             | 27351          | 1                        |

Основні поселення волості:
- Суємці — колишнє власницьке село, при р. Смолці, 1225 осіб, 169 дворів, волосне управління (повітове місто — 21 верста); православна церква, школа, постоялий будинок, 2 водяних млини.
- Дубрівка — колишнє власницьке село, 1855 осіб, 225 дворів, православна церква, постоялий будинок, водяний та вітряний млини.
- Мирославль — колишнє власницьке село, при струмку Смолці, 711 осіб, 91 двір.
- Радулин — колишнє власницьке село, при струмках, 783 особи, 59 дворів, православна церква.
- Свинобичі — колишнє власницьке село, 551 особа, 69 дворів, постоялий будинок.
- Смолдирів — колишнє власницьке село, при р. Случ, 1120 осіб, 178 дворів, православна церква, цвинтарна каплиця, паровий і водяний млини.
- Середня — колишнє власницьке село, 73 особи, 4 двори, скляний завод[1].

У 1923 році на території волості утворено Дубрівську, Заремлянську, Киянську, Колоденську, Мирославльську, Орепівську, Радулинську, Смолдирівську, Стриївську та Суємецьку сільські ради. 7 березня 1923 року, відповідно до указу ВУЦВК «Про адміністративно-територіальний поділ», територію волості розділено між новоутвореними Баранівським та Новоград-Волинським районами Житомирської округи.